# Christian Cantamessa
Pour les articles homonymes, voir Cantamessa.
Christian Cantamessa (né le 4 octobre 1976 à Savone) est un réalisateur, scénariste et créateur de jeux vidéo italo-américain.
Il est le fondateur de la société de production et de conseil Sleep Deprivation Lab.

## Filmographie
- 2007 : Henchmen, réalisateur et scénariste (court-métrage)
- 2009 : iGod, réalisateur, producteur et scénariste (court-métrage)
- 2009 : How I Survived the Zombie Apocalypse, réalisateur et scénariste (court-métrage)
- 2015 : Air, réalisateur et co-scénariste

## Ludographie
- 2001 : Grand Theft Auto III, acteur de doublage (Leone)
- 2003 : Manhunt, scénariste et lead level designer
- 2004 : Grand Theft Auto: San Andreas, level designer
- 2007 : Manhunt 2, scénariste et designer
- 2010 : Red Dead Redemption, scénariste et lead designer
- 2014 : La Terre du Milieu : L'Ombre du Mordor, scénariste et directeur des cinématiques
- 2014 : The Crew, scénariste
- 2015 : Rise of the Tomb Raider, consultant scénariste
- 2016 : Dead Alliance, scénariste
- 2017 : La Terre du Milieu : L'Ombre de la guerre, scénariste